# Кванмёнсон-4
«Кванмёнсон-4» (кор. 광명성 4호?, 光明星四號? — «Яркая звезда-4») — четвёртый из серии искусственных спутников Земли КНДР. Выведен на орбиту 7 февраля 2016 года ракетой-носителем, разработанной в КНДР.

## Запуск

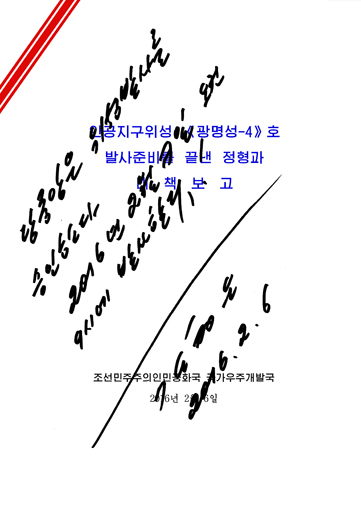
Приказ о запуске спутника, подписанный Ким Чен Ыном

Центральное телевидение КНДР в специальном сообщении рассказало об успешном запуске ракеты, которая доставила спутник на целевую орбиту. Власти КНДР заверили, что намерены и дальше запускать спутники в космос. Запуск был произведен по приказу лидера Северной Кореи Ким Чен Ына. Запуск ракеты со спутником был осуществлен с космодрома Сохэ на западном побережье КНДР. Спутник предназначен для наблюдения за земной поверхностью.
Минобороны Южной Кореи заявило, что ракета не вывела спутник, а упала на расстоянии 790 км от места запуска.
Министерство обороны США подтвердило вывод спутника на орбиту, но сигналы спутник не подаёт и хаотично вращается. Позже появились сообщения о стабилизации северокорейского спутника на орбите, но он по-прежнему «молчит».
22 февраля представитель Минобороны РФ сообщил, что спутник успешно выведен на орбиту и приступил к работе. Согласно полученным данным, спутник «Кванмёнсон-4» приступил к зондированию Земли и может решать разведывательные задачи.

## Деятельность
10 мая 2017 года КНДР опубликовала спутниковые снимки противоракетного комплекса THAAD, расположенного в южнокорейском уезде Сонджу.